# 桑库鲁省
桑库鲁省（法語：Province de Sankuru）是位于刚果民主共和国中部的一个省，首府卢桑博，人口1,374,239（2005年），面積104,331 km²。

## 桑库鲁省的镇
- 洛贾（Lodja）
- 卢桑博（Lusambo）